# Guildhall (Vermont)
Guildhall es un pueblo ubicado en el condado de Essex en el estado estadounidense de Vermont. En el año 2010 tenía una población de 261 habitantes y una densidad poblacional de 3,08 personas por km².

## Geografía
Guildhall se encuentra ubicado en las coordenadas 44°32′47″N 71°36′38″O / 44.54639, -71.61056.

## Demografía
Según la Oficina del Censo en 2000 los ingresos medios por hogar en la localidad eran de $31,750 y los ingresos medios por familia eran $38,958. Los hombres tenían unos ingresos medios de $30,313 frente a los $23,438 para las mujeres. La renta per cápita para la localidad era de $17,326. Alrededor del 10.3% de la población estaba por debajo del umbral de pobreza.